# Yo, Claudio y Claudio el dios (trilogía de ópera)
La trilogía de ópera Yo, Claudio y Claudio el dios del compositor Igor Escudero no sigue los estándares contemporáneos.Combina el uso de los modos musicales de la antigüedad con el temperamento igual de las orquestas contemporáneas.

## Características
La obra es un proyecto innovador por la complejidad de la trama, el elevado número de personajes y el uso de un nuevo lenguaje y unas nuevas estructuras. La ópera mira al pasado clásico y a la música de principios del siglo XX desde el prisma del siglo XXI, atendiendo a las nuevas sinergias y mentalidades: las mentes del siglo XXI, que buscan un ritmo intenso, una acción cambiante llena de nuevos y constantes estímulos.

## La trilogía

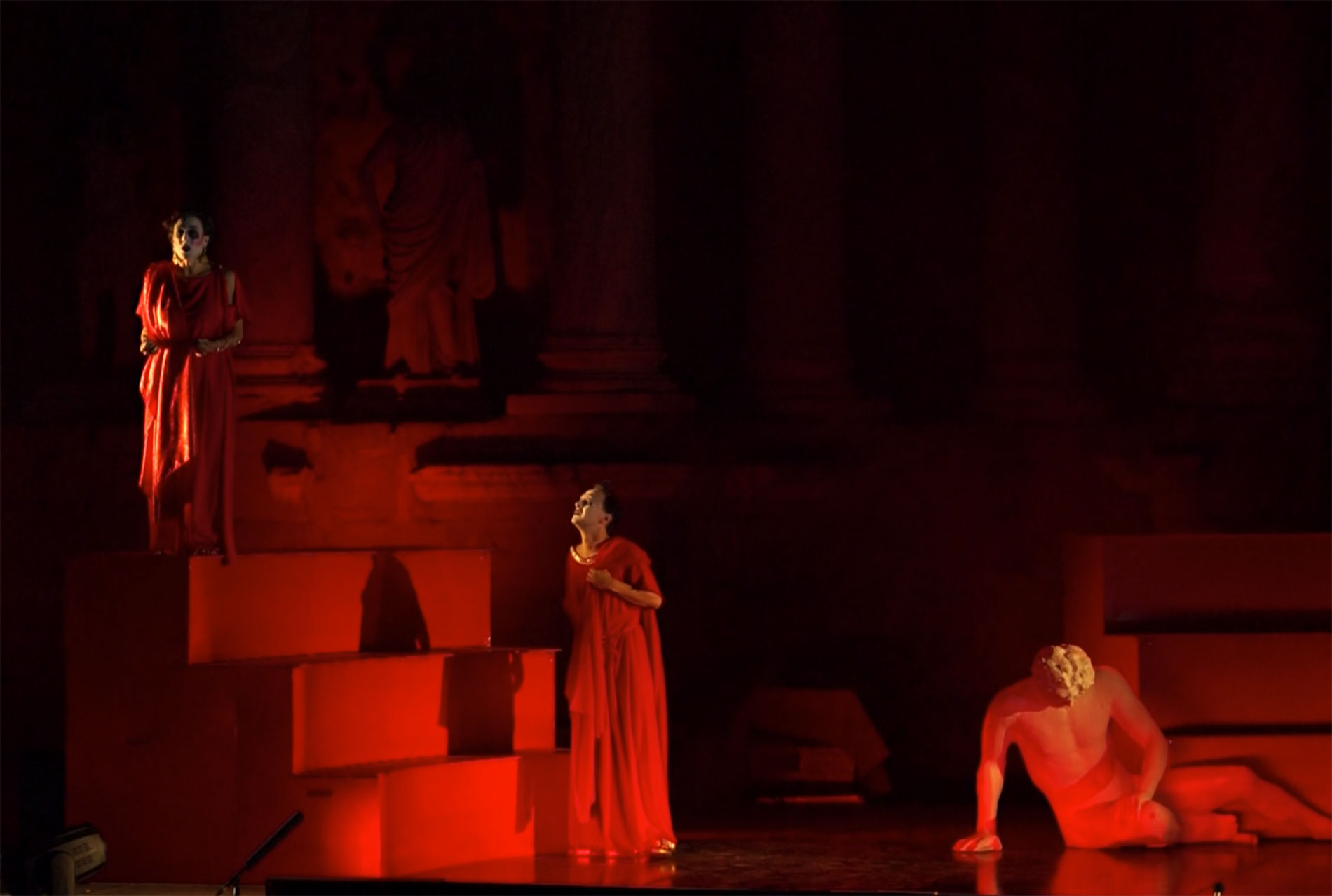
Yo, Claudio puesta en escena de Marta Eguilior (Teatro romano de Mérida)

La ópera está dividida en tres capítulos entendidos como óperas independientes pero pensadas para representarse consecutivamente.
El libreto sigue fielmente las novelas de Robert Graves:  Yo, Claudio (1934) y Claudiuo el dios (1935).
Es un proyecto de gran magnitud, debido a las premisas que se han seguido. Este desafío parte de un deseo casi obsesivo por la renovación de la ópera, más allá de las tramas y los argumentos, que abarcase tanto el ritmo como la estructura y la forma musical de la partitura. En concreto, pretende abandonar los cánones, las fórmulas y las estructuras habituales para crear una nueva sinergia.
Por eso la obra contiene una insólita cantidad de personajes (cerca de 60), así como saltos temporales y espaciales. Y por eso su argumento, además, abarca siete décadas de la Historia de Roma, incluyendo elementos narrativos y recursos propios de otros géneros, como son los constantes cambios de localización o el uso del flashback. Tampoco ha sido casual la utilización de un superventas como base dramática de la trilogía.

### Primera parte: LIVIA
Tras más de dos décadas gobernando Roma, el gran Augusto, primer emperador romano y cabeza de la familia Julio-Claudia, ha llevado a la principal potencia mundial a un periodo dorado de expansión social, económica y geográfica. Pero no lo ha logrado solo: tras él, su esposa Livia controla a su marido y gobierna Roma desde las sombras deshaciéndose sigilosamente de todo aquel que trate de resistirse a su control, tanto fuera como dentro de su propia familia.
La familia Julio-Claudia, que está profetizado dominará Roma durante décadas, es una cuna de héroes, pero también tiene su propia oveja negra: el joven Claudio. Extremadamente frágil, cojo y tartamudo, con apenas un año de vida ya había perdido a su padre y había estado a punto de morir tres veces. Pese a ser un chico amable, honrado y trabajador, Claudio es repudiado por casi todos, incluida su propia madre. Su hermano Germánico y su amigo Póstumo, candidatos a suceder a Augusto en el liderazgo de Roma, son las únicas personas que aman y respetan al joven.
Mientras Livia trata de manipular a Augusto para que nombre a su hijo Tiberio como único heredero al trono con el fin de poder seguir gobernando Roma a través de él, Claudio, quien sueña con ser historiador y no tiene ninguna aspiración política excepto por el hecho de albergar un sentimiento republicano que ya tuvo su propio padre, debe aprender a sobrevivir dentro de un nido de víboras mientras cada vez va quedándose más y más solo.

### Segunda parte: CALÍGULA
Tras la muerte de Livia, la depravación de su hijo el emperador Tiberio se ha desatado. Desde su retiro en Capri, Tiberio, que ha dejado la ciudad a cargo de su mano derecha, el jefe de la guardia Sejano, ha deshecho la gran obra que Augusto y Livia construyeron con tanto esfuerzo. Roma está inmersa sin remedio en una época oscura, marcada por la corrupción y las continuas ejecuciones de sus ciudadanos. La población tiene un único consuelo: la vida de Tiberio está próxima a su fin y Calígula, el hijo del gran Germánico, es el elegido para sucederlo. Grandes cosas se esperan de él, pero Claudio sabe que su sobrino Calígula no comparte en absoluto la naturaleza virtuosa de su padre.
Cuando Calígula ocupa finalmente el trono lo hace desde una posición inmejorable: con las arcas repletas y la adoración universal del pueblo romano. Sin embargo, tras unos pocos meses de gobierno, sus continuas fiestas, excesos y excentricidades terminan cansando al pueblo, y pronto todo ese amor hacia él se transforma en odio. Calígula no tarda en mostrar su verdadera cara: cuando las arcas del estado se vacían por completo Roma acaba sumida en un reinado de terror peor incluso que el sufrido bajo Tiberio.
Con el único apoyo de su viejo amigo Herodes y la inteligente prostituta Calpurnia, Claudio, a quien Calígula ha adoptado como su bufón personal, trata de aprender a caminar sobre la fina línea que marca el carácter del emperador, pues el más mínimo paso en falso ante él puede significar la muerte.

### Tercera parte: CLAUDIO EL DIOS
El asesinato del emperador Calígula a manos de su comandante de la guardia Casio, ha provocado un vacío de poder en Roma. Tras décadas de sometimiento y humillación ante la voluntad de los emperadores, el Senado ha perdido toda capacidad de gobernar por sí mismo, por lo que acaba tomando la decisión de nombrar un nuevo emperador: Claudio.
Por primera vez en una posición de poder, Claudio demuestra que aquellos que lo tachaban de idiota estaban muy equivocados. Durante años se dedica a trabajar incansablemente para reconstruir todo lo que sus predecesores destruyeron: acomete reformas económicas y sociales, grandes obras públicas e incluso la pacificación y anexión de Bretaña como una nueva provincia para Roma, lo que hace que por primera vez en su vida se ponga al frente de un ejército en un campo de batalla. Y todo lo hace con un único fin en mente: borrar la marca de la dinastía Julio-Claudia sobre Roma y el Senado, y preparar a ambos para que puedan caminar por sí mismos. Pues no está lejos el momento en que Claudio desvelará sus verdaderos planes: la reinstauración de la República.
Pero en su camino hacia una futura Roma, Claudio se enfrenta a desafíos que no podía haber previsto. Desde Jerusalén su buen amigo Herodes se cree la encarnación del mesías que ha sido profetizado y planea una revuelta generalizada en Oriente contra Roma. Y en su propia casa, Claudio no se da cuenta de que la persona que más fácilmente pueda traicionarlo es aquella en la que más confía: su propia esposa Mesalina.